# Wülknitz
Wülknitz är en kommun och ort i Landkreis Meissen i förbundslandet Sachsen i Tyskland. Kommunen har cirka 1 600 invånare.
Kommunen ingår i förvaltningsområdet Röderaue-Wülknitz tillsammans med kommunen Röderaue.